# Kenneth Tynan
Kenneth Tynan (Birmingham, 2 aprile 1927 – Santa Barbara, 26 luglio 1980) è stato un critico teatrale britannico. Influente critico per The Observer e, brevemente, The New Yorker, svolse un ruolo di primaria importanza nell'evoluzione del teatro inglese durante gli anni cinquanta e sessanta.

## Biografia
Kenneth Tynan nacque a Birmingham nel 1927, figlio di Letitia Rose e Peter Tynan; all'età di ventun anni, dopo la morte del padre, avrebbe scoperto che il vero nome del genitore era in realtà Sir Peter Peacock e che, bigamo, conduceva una vita parallela con una seconda famiglia a Warrington, di cui era stato sindaco per ben sei mandati. Studiò al Magdalen College dell'Università di Oxford, dove fu allievo di C. S. Lewis, che finì per considerare una figura paterna. Dopo essersi riuscito a sottrarre al servizio di leva fingendosi omosessuale, nel 1951 sposò la scrittrice Elaine Dundy, da cui ebbe la figlia Tracy l'anno successivo; il matrimonio fu travagliato a causa del carattere eccentrico, alcolismo e ripetuti tradimenti da parte di entrambi i coniugi e terminò con il divorzio nel 1964.
Nel 1952 divenne critico teatrale per l'Evening Standard e si affermò rapidamente come una delle penne più audaci del giornalismo inglese; nel 1952 lasciò il giornale per unirsi alla redazione di The Observer. In questa veste promosse l'opera di una nuova generazione di drammaturghi britannici e, in particolare, quella dei giovani arrabbiati e di John Osborne, di cui recensì favorevolmente Ricorda con rabbia nel 1955.
Tra il 1958 e il 1960 si fece conoscere negli Stati Uniti d'America grazie alle sue recensioni per The New Yorker e, di ritorno in patria, tornò a collaborare con The Observer fino al 1963, quando si unì al neofondato National Theatre in veste di manager letterario. Laurence Olivier, il cui operato come direttore artistico a Chichester era stato stroncato da Tynan, fu oltraggiato dall'auto-candidatura del giovane giornalista, ma la moglie Joan Plowright lo convinse ad assumerlo. In questa veste ebbe un enorme potere sul teatro inglese (più di chiunque altro, secondo lo storico Paul Johnson) e riuscì a convincere Olivier non solo a interpretare Otello, ma anche a dare possibilità a giovani drammaturghi promettenti. Nel 1965 fu al centro di un enorme scandalo mediatico quando divenne la prima persona a pronunciare deliberatamente la parola "fuck" in onda sulla BBC.
Nel 1969 creò la rivista Oh! Calcutta!, rimasta in cartellone a Londra per tremilanovecento rappresentazioni e a Broadway per quasi seimila. Nel 1971 scrisse a quattro mani con Roman Polański la sceneggiatura di Macbeth e nel 1973 lasciò il National Theatre dopo dieci anni. Nel 1967 intanto si era risposato con Kathleen Halton, con cui si trasferì in California nel 1976 nella speranza di guarire dall'enfisema che lo affliggeva. 
Morì Santa Barbara nel 1980, all'età di 53 anni, e fu sepolto a Oxford. Nel 1994 la British Library acquistò le sue carte.

## Filmografia parziale

### Sceneggiatore
- Senza domani (Nowhere to Go), regia Seth Holt (1958)
- Macbeth (The Tragedy of Macbeth), regia di Roman Polański (1971)